# Lloyd Osbourne
Lloyd Osbourne, Samuel Lloyd Osbourne, född 7 april 1868 i San Francisco, död 1947, amerikansk författare, styvson till Robert Louis Stevenson. USA:s vicekonsul på Samoa.